# Еміль фон Ксиландер
Йозеф Антон Еміль Ріттер унд Едлер фон Ксиландер (нім. Joseph Anton Emil Ritter und Edler von Xylander; 20 лютого 1835, Франкфурт-на-Майні — 7 жовтня 1911, Мюнхен) — німецький воєначальник, генерал-полковник запасу Баварської армії.

## Біографія
Еміль походив із старовинної пфальцько-баварської офіцерської родини Ксіландерів. Він був сином генерал-майора Йозефа фон Ксиландера та його дружини Кароліни, уродженої фон Тауш (1802–1878), уродженки Мангайма та дочки генерал-лейтенанта Георга фон Тауша (1766–1836). Його молодший брат Генріх (1840–1905) був баварським генерал-лейтенантом.

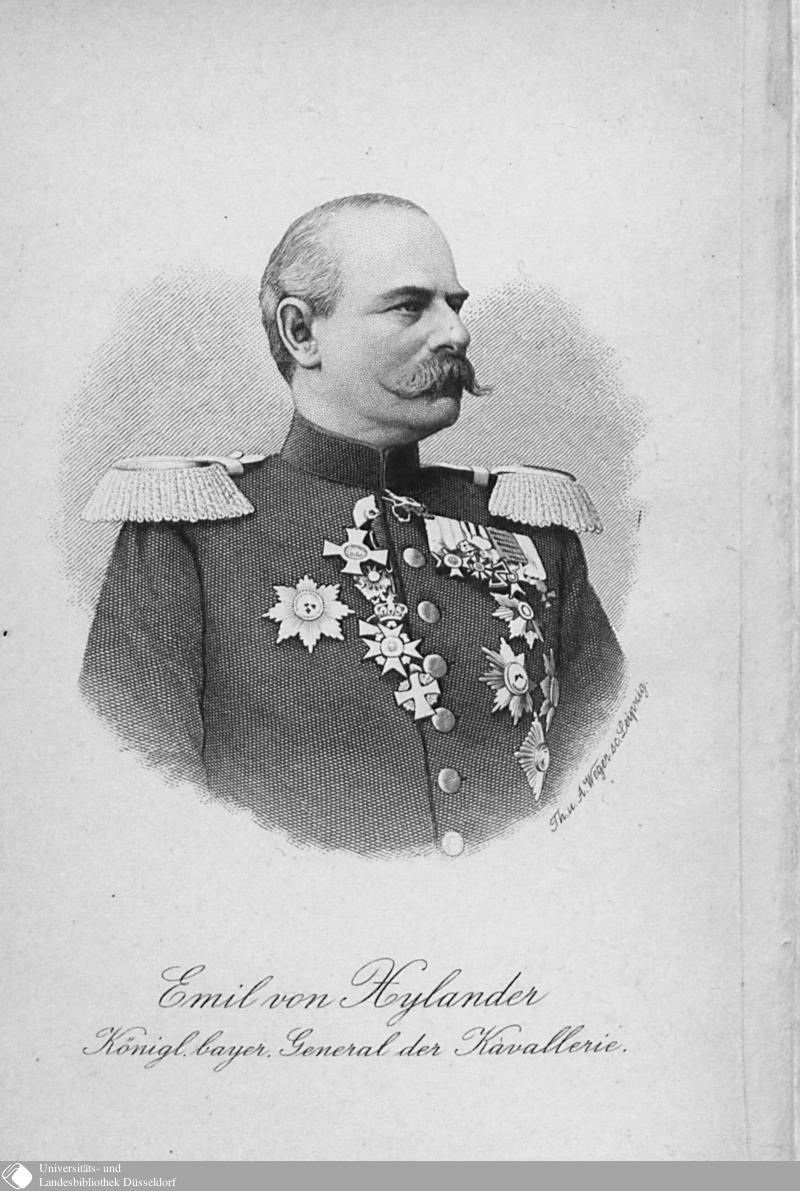
Генерал кінноти фон Ксиландер.

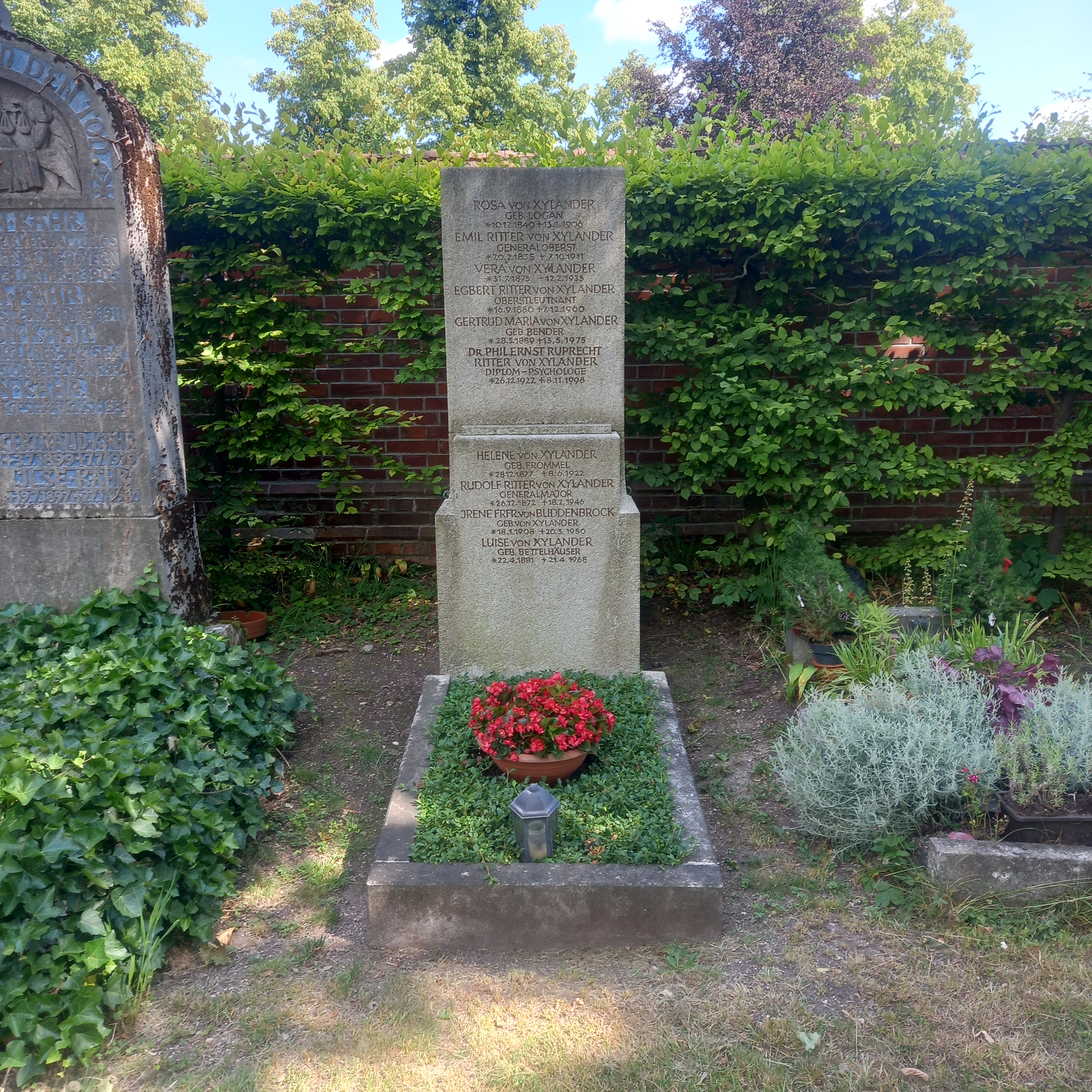
Могила Ксиландера.

Ксиландер приєднався до 3-го кавалерійського полку Баварської армії у 1851 році, у 1863 році став ад'ютантом генерала Якоба фон Гартманна та брав участь у війні проти Пруссії. 1867 року Ксиландер дослужився до звання гауптмана. Під час французько-прусської війни він командував ескадроном 4-го кавалерійського полку і згодом служив у Генеральному штабі до 1877 року. Він став командиром 2-го кірасирського полку, а 1879 року — оберстом і начальником департаменту у Військовому міністерстві. У 1881 році він прийняв командування 1-ю кавалерійською бригадою. З 1882 по 1884 рік Ксиландер відповідав за справи інспектора військових пенітенціарних установ. Згодом король Людвіг II призначив його військовим та союзним уповноваженим у Берліні. На цій посаді він дослужився до звання генерал-майора у 1885 році та генерал-лейтенанта у 1890 році. У травні того ж року він повернувся до Баварії і 1 жовтня був призначений командиром 5-ї дивізії в Нюрнберзі. У 1895 році він був призначений генералом кінноти та командувачем 2-го армійського корпусу у Вюрцбурзі. В 1905 році Ксиландер вийшов у відставку. В 1911 році отримав звання генерал-полковника запасу.

## Сім'я
31 жовтня 1871 року одружився з Розою Логан (10 грудня 1840 — 13 січня 1906). В пари народились 3 дітей — Рудольф, Вера Адельгайд (№1 липня 1875) і Егберт Карл Август (16 вересня 1880).

## Нагороди
Отримав численні нагороди, серед яких:
- Армійська медаль 1866 (Баварія)
- Залізний хрест 2-го класу
- Пам'ятна військова медаль за кампанію 1870-71 із шістьма застібками
- Орден «За військові заслуги» (Баварія)
- Орден Людвіга (Баварія) (50 років)